# Wykoff (Minnesota)
Wykoff ist eine Kleinstadt (mit dem Status „City“) im Fillmore County im US-amerikanischen Bundesstaat Minnesota. Das U.S. Census Bureau hat bei der Volkszählung 2020 eine Einwohnerzahl von 432 ermittelt.

## Geografie
Wykoff liegt auf 43°42′26″ nördlicher Breite und 92°16′96″ westlicher Länge und erstreckt sich über 2,46 km².
Benachbarte Orte sind Chatfield (23,1 km nordöstlich), Fountain (12,1 km ostnordöstlich), Preston (18,7 km östlich), Cherry Grove (14,8 km südlich), Spring Valley (12 km westlich) und Racine (26,9 km).
Die nächstgelegenen größeren Städte sind Rochester (53,5 km nordwestlich) und La Crosse in Wisconsin (107 km östlich). Das Ballungsgebiet um die Städte Minneapolis und Saint Paul liegt 193 km nordnordwestlich.

## Verkehr
Die Minnesota State Route 80 führt als Hauptstraße in nordwest-südöstlicher Richtung durch das Stadtgebiet. Alle weiteren Straßen sind untergeordnete Landstraßen, teils unbefestigte Fahrwege sowie innerörtliche Verbindungsstraßen.
Die nächstgelegenen Flughäfen sind der Rochester International Airport (42,7 km nordwestlich) und der größere Minneapolis-Saint Paul International Airport (183 km in der gleichen Richtung).

## Demografische Daten
Nach der Volkszählung im Jahr 2010 lebten in Wykoff 444 Menschen in 198 Haushalten. Die Bevölkerungsdichte betrug 180,5 Einwohner pro Quadratkilometer. In den 198 Haushalten lebten statistisch je 2,24 Personen.
Ethnisch betrachtet setzte sich die Bevölkerung zusammen aus 98,9 Prozent Weißen, 0,2 Prozent (eine Person) Afroamerikanern, 0,2 Prozent amerikanischen Ureinwohnern sowie 0,2 Prozent Asiaten; 0,5 Prozent stammten von zwei oder mehr Ethnien ab.
21,4 Prozent der Bevölkerung waren unter 18 Jahre alt, 58,1 Prozent waren zwischen 18 und 64 und 20,5 Prozent waren 65 Jahre oder älter. 51,8 Prozent der Bevölkerung war weiblich.
Das mittlere jährliche Einkommen eines Haushalts lag bei 44.327 USD. Das Pro-Kopf-Einkommen betrug 22.787 USD. 13,7 Prozent der Einwohner lebten unterhalb der Armutsgrenze.